# Hadena bruchi
Hadena bruchi är en fjärilsart som beskrevs av Köhler 1947. Hadena bruchi ingår i släktet Hadena och familjen nattflyn. Inga underarter finns listade i Catalogue of Life.